# Micropsectra capicola
Micropsectra capicola är en tvåvingeart som beskrevs av Freeman 1955. Micropsectra capicola ingår i släktet Micropsectra och familjen fjädermyggor. Inga underarter finns listade i Catalogue of Life.